# Breeden (Virginia Occidental)
Breeden es un área no incorporada ubicada dentro del Distrito Kermit Harvey, una división civil menor del condado de Mingo, Virginia Occidental, Estados Unidos. Está catalogada como un asentamiento humano por la Junta de Nombres Geográficos de los Estados Unidos.
El número de identificación (ID) asignado por el Servicio Geológico de Estados Unidos es 1549610.

## Geografía
Se encuentra a una altitud de 253 metros sobre el nivel del mar (830 pies) según el conjunto de datos de elevación nacional.